# Kollision
En kollision er et sammenstød mellem to objekter i bevægelse.
To biler kan støde sammen, men en enkelt bil kan også støde ind i et vejtræ.
Eller et skib kan støde ind i et isbjerg, som det skete for Titanic i 1912.
Fly kan støde sammen i luften og på jorden.
Atomer kan støde sammen, og gør de det hurtigt nok, kan det blive til en stor eksplosion i form af en atombombe eller en mere fredelig og kontrolleret udvikling af energi.
I datakommunikation kan man i f.eks. et ethernet opleve kollisioner, når flere maskiner skal sende data samtidig. Nettets protokol beskriver, hvordan kollisioner opdages og behandles, hvilket sker automatisk. Kollisioner bliver hyppigere når nettet overbelastes.
I overført betydning – men også under praktiske transportforhold – kan man komme på kollisionskurs. 